# S5 0014+81
S5 0014+81 là một chuẩn tinh, là một phân lớp thiên thể giàu năng lượng nhất từng biết đến tại nhân của các thiên hà, sản sinh ra bởi sự bồi tụ cực nhanh của vật chất do có sự hiện diện của một lỗ đen siêu khổng lồ nằm ở tâm, khiến cho năng lượng hấp dẫn và năng lượng ánh sáng có thể nhìn thấy ở khoảng cách xa xôi trong vũ trụ.

## Đặc điểm
S5 0014+81 là một trong những chuẩn tinh sáng nhất vũ trụ, phát ra nguồn năng lượng bằng 1,2 × 1041 watt, tương đương với cấp sáng nhiệt xạ tuyệt đối -31,5. Nếu chuẩn tinh này nằm cách chúng ta 280 năm ánh sáng thì nó sẽ sáng tương đương với Mặt Trời, dù rằng khoảng cách này vẫn xa hơn Mặt Trời đến 18 triệu lần. Độ sáng của chuẩn tinh này vì thế là khoảng 3 × 1014 (300 nghìn tỷ) lần Mặt Trời, hay có thể nói độ sáng của nó tương đương hơn 25.000 lần so với toàn bộ 100-400 tỷ ngôi sao trong dải Ngân Hà gộp lại. Đây thực sự là một thiên thể sáng mạnh nhất trong vũ trụ.
Tuy nhiên, bởi vì khoảng cách thực sự của nó quá lớn lên đến 12,1 tỷ năm ánh sáng, cho nên nó không thể nhìn thấy được bằng mắt thường và do đó chỉ có thể nghiên cứu thông qua các kính thiên văn lớn.
Lỗ đen trung tâm của chuẩn tinh này đang "ngấu nghiến" một lượng vật chất cực lớn, tương đương với khối lượng vật chất bằng 4.000 Mặt Trời mỗi năm.
Chuẩn tinh này cũng là một nguồn bức xạ rất mạnh từ tia X cho đến các bước sóng vô tuyến. Chuẩn tinh này nằm ở khoảng cách xa nơi mà dịch chuyển đỏ quan sát được của các chuẩn tinh và các ngôi sao là cực kỳ giống nhau, khiến cho hai loại thiên thể này trở nên rất khó phân biệt khi sử dụng phương pháp xác định dịch chuyển đỏ bằng quang phổ hay bằng quang trắc, và do vậy nó phải được xử lý bằng các kỹ thuật đặc biệt để xác định thành công bản chất tự nhiên của thiên thể.
Tên gọi của chuẩn tinh, S5, đến từ cuộc Khảo sát các nguồn vô tuyến mạnh lần thứ 5, 0014+81 là hệ tọa độ của nó ở kỷ nguyên B1950.0. Nó cũng có tên trong danh lục các nguồn vô tuyến Cambridge lần thứ sáu của Đại học Cambridge.

## Lỗ đen siêu khổng lồ
Cũng như các chuẩn tinh khác, S5 0014+81 chứa một lỗ đen siêu khổng lồ tại tâm của nó, có thể liên quan đến hoạt động chuẩn tinh của thiên hà.
Năm 2009, một nhóm các nhà thiên văn học sử dụng tàu vũ trụ Swift đã dùng độ sáng của S5 0014+81 để đo khối lượng của lỗ đen trung tâm. Trong sự kinh ngạc, họ phát hiện lỗ đen trung tâm của S5 0014+81 thực sự có khối lượng gấp 10.000 lần so với lỗ đen siêu khổng lồ ở tâm dải Ngân Hà của chúng ta, tương đương với 40 tỷ lần khối lượng Mặt Trời.
Điều này khiến nó trở thành một trong những lỗ đen lớn nhất vũ trụ từng được khám phá, gấp 6 lần giá trị của lỗ đen Messier 87 từng được cho là lớn nhất vũ trụ trong gần 60 năm trước đó, và được gọi là một "lỗ đen siêu khổng lồ ngoại hạng".
Sử dụng công thức để tính bán kính Schwarzschild, lỗ đen này có đường kính lên đến 236,7 tỷ km, hay 47 lần khoảng cách từ Mặt Trời đến Sao Diêm Vương, và có khối lượng tương đương với 4 đám mây Magellan Lớn.
Thậm chí còn đáng kinh ngạc hơn, lỗ đen quái dị này tồn tại từ rất sớm trong vũ trụ, chỉ 1,6 tỷ năm sau Vụ Nổ Lớn. Điều này cho thấy các lỗ đen siêu khổng lồ "lớn" rất nhanh.